# ریس جیمز
ریس جیمز (انگلیسی: Reece James؛ زادهٔ ۷ نوامبر ۱۹۹۳) یک بازیکن فوتبال است.
از باشگاه‌هایی که در آن بازی کرده‌است می‌توان به باشگاه فوتبال بلکبرن راورز اشاره کرد.